# Sue Grafton
Sue Taylor Grafton (Louisville, Kentucky, 24 d'abril de 1940 - Santa Bàrbara, Califòrnia, 28 de desembre de 2017) va ser una escriptora estatunidenca, autora de novel·les detectivesques.
La seva obra més coneguda és la sèrie de novel·les de misteri cronològiques. Es coneixen com "les novel·les de l'alfabet". Les històries tenen lloc a la ciutat fictícia de Santa Teresa, que es basa a la primera ciutat de residència de l'autora, Santa Barbara, Califòrnia (Grafton va triar el nom de Santa Teresa com a homenatge a l'autor Ross Macdonald, que anteriorment va usar aquest nom com a alternativa a Santa Bàrbara en les seves pròpies novel·les).
Totes les novel·les de la sèrie estan escrites des de la perspectiva d'una investigadora privada anomenada Kinsey Millhone. El seu primer llibre de la sèrie és "A" is for Alibi (A d'Adulteri), escrita en 1982, any en el qual té lloc l'acció. La sèrie continua amb "B" is for Burglar (B de bèsties), "C" is for Corpse, i així segueix amb l'alfabet. El temps de la sèrie és més lent que el real, així, "Q" is for Quarry (Q de Qui), per exemple, té lloc el 1987, encara que s'ha escrit en 2002. "S" is for Silence (S de Silenci), es va publicar al desembre de 2005.
Filla del novel·lista C. W. Grafton, Grafton es va graduar a la Universitat de Louisville, on va obtenir el seu títol en Literatura anglesa. A més dels seus llibres, ha escrit per a la televisió i per al cinema. Algunes d'aquestes obres són en col·laboració amb el seu marit, Steven Humphrey.
El 2004, Grafton va rebre el Premi Literari Ross Macdonald, donat a "una escriptora californiana l'obra de la qual supera l'estàndard de l'excel·lència literària".

### SèrieL'alfabet del crim
|  | Per al personatge principal, vegeu Kinsey Millhone. |

1. "A" Is for Alibi (1982)
A d'adulteri (2001)
2. "B" Is for Burglar (1985)
B de bèsties (2002)
3. "C" Is for Corpse (1986)
4. "D" Is for Deadbeat (1987)
5. "E" Is for Evidence (1988)
6. "F" Is for Fugitive (1989)
7. "G" Is for Gumshoe (1990)
8. "H" Is for Homicide (1991)
9. "I" Is for Innocent (1992)
10. "J" Is for Judgment (1993)
11. "K" Is for Killer (1994)
12. "L" Is for Lawless (1995)
13. "M" Is for Malice (1996)
14. "N" Is for Noose (1998)
15. "O" Is for Outlaw (1999)
16. "P" Is for Peril (2001)
P de perill (2002)
17. "Q" Is for Quarry (2002)
Q de qui (2003)
18. "R" Is for Ricochet (2004)
19. "S" Is for Silence (2005)
S de silenci (2007)
20. "T" Is for Trespass (2007)
T de trampa (2007)
21. "U" Is for Undertow (2009)
22. "V" Is for Vengeance (2011)
23. "W" Is for Wasted (2013)
24. "X" (2015)
25. "Y" Is for Yesterday (2017)

### Assajos i contes
- «Teaching a Child» (2013). Assaig que forma part de l'antologia Knitting Yarns: Writers on Knitting, publicada per W. W. Norton & Company.
- Kinsey and Me (2013). Col·lecció de contes de la Kinsey Millhone i altres històries sobre la mare de Grafton.
- The Lying Game (2003). Conte de la Kinsey Millhone que apareguí al catàleg edició especial del 40è anniversari de la botiga Lands' End el setembre del 2003. També s'ha publicat com a fullet separat donat als assistents a la conferència Malice Domestic 2011, on s'atorgà a Grafton un reconeixement a la seva trajectòria profesional.